# Dínamo Carmesí
El Dínamo Carmesí (Ruso: Красное Динамо, Krasnoye Dinamo) es el nombre de varios personajes ficticios en Marvel Comics, la mayoría de los cuales han sido supervillanos. Los varios Dínamo Carmesís han estado usando un exoesqueleto mecánico mientras los agentes rusos o soviéticos se han enfrentado con el Hombre de Hierro a lo largo de su carrera heroica. El Dínamo Carmesí original apareció por primera vez en el Tales of Suspense # 46 (octubre de 1963).

## Encarnaciones

### Anton Vanko
El primer Dínamo Carmesí también fue el creador de la armadura: el profesor Anton Vanko. Un científico soviético de nacimiento armenio con un doctorado en Física, Vanko fue el primer experto del mundo de la electricidad. A instancias del gobierno soviético, construyó un exoesqueleto capaz de realizar hazañas increíbles; la armadura de Dínamo Carmesí permitió a Vanko generar y controlar la electricidad en todas sus formas, lo que le permite disparar rayos devastadores de los rayos y volar con propulsión electromagnética.
Como el Dínamo Carmesí, a Vanko le encargaron por el gobierno ruso derrotar a Iron Man, su homólogo estadounidense. Después de perder contra Iron Man, Vanko desertó a Estados Unidos por temor a que sus superiores lo mataran por perder. Vanko comenzó a trabajar para Tony Stark como uno de sus principales científicos. Finalmente, los dos se hicieron amigos, y Vanko desarrolló orgullo y admiración por su nuevo hogar. Por desgracia, pronto los soviéticos vinieron por Vanko, tal y como lo predijo. La KGB envió a su mejor agente, la Viuda Negra, así como a Boris Turgenev, quién robó armas y se convirtió en el segundo Dínamo Carmesí. Vanko murió salvando a Iron Man por el disparo de una pistola láser, experimental e inestable de Boris, matándose a sí mismo en el proceso.

### Boris Turgenev
Boris Turgenev, el segundo Dínamo Carmesí, tuvo una carrera muy corta como un supervillano. En su primera y única aparición, Tales of Suspense # 52 (abril de 1964), Turgenev llegó a Estados Unidos con la Viuda Negra para matar a Anton Vanko, Tony Stark, y Iron Man (que todos creían era uno de los guardaespaldas de Stark). Turgenev casi llevó a cabo su misión, casi derrotando a Iron Man con el traje robado Dínamo Carmesí. Fue asesinado por Vanko, que, sacrificando su propia vida por la causa de la libertad, disparó una pistola láser experimental e inestable a Boris.
Tanto el heroico sacrificio de Vanko como la muerte de Turgenev fueron revisadas en la miniserie Iron Man Enter the Mandarin, donde se revela que Temugin (el hijo del gran enemigo de Iron Man, el Mandarín) fue testigo del evento.

### Alex Nevsky
Alex Nevski, el tercer Dínamo Carmesí, apareció por primera vez en Iron Man, # 15 (julio de 1969). Nevsky fue el protegido de Anton Vanko; él grandemente admiró y respetó el genio científico de Vanko. Sin embargo, el gobierno soviético desacreditó a Vanko después de haber huido al oeste, arruinando la prometedora carrera de Nevsky. Enviado al exilio con la asociación con el tránsfuga, Nevsky llegó a odiar la Unión Soviética, así como Iron-Man para superar a Vanko. Nevsky también buscó venganza en contra de Tony Stark, con quien Nevsky sentía que explotaba a Vanko bajo el sistema capitalista estadounidense (sin saber que Stark y Iron Man son la misma persona). Disfrazado como Alex Niven, el brillante científico nuevo detrás de las Industrias Cord, Nevsky planeó ayudar a los competidores que luchan por vencer a las Industrias Stark en el mercado. A partir de ahí, Nevsky fue tras Iron Man, superándolo con una nueva y mejorada armadura Dínamo Carmesí. Por último, trabajó para minar a Tony Stark por tener un romance con Janice Cord, la novia de Stark en el momento y la hija de las industrias de Cord, CEO.
Después se puso la armadura Dínamo Carmesí en público, sus antiguos amos soviéticos enviaron al Hombre de Titanio para matarlo. Cuando el Hombre de Titanio mató a Janice, Nevsky culpó a Iron Man de la tragedia y le juró vengarse. A pesar de que tenía al Hombre de Titanio como responsable de la muerte de Janice, Nevsky se vio obligado por las circunstancias de asociarse con él y el Hombre Radioactivo en Vietnam, donde los tres fugitivos comunistas se aliaron con los Tres Titánicos. Después de desertar a Vietnam, Nevsky hizo un último intento de matar a Iron Man, y perdió una vez más. Como resultado, fue encontrado y asesinado por la KGB, que confiscó sus armas para sus propios fines.

### Yuri Petrovich
Yuri Petrovich, el cuarto Dínamo Carmesí, apareció por primera vez en Champions #7 (agosto de 1976) como el hijo de Ivan Petrovich - un amigo de la ahora reformada Viuda Negra. Cuando los agentes occidentales (probablemente los estadounidenses) no lograron convencer a Ivan de desertar a Occidente, asesinaron a la madre de Yuri, en el caos que siguió, Ivan y Yuri, cada uno cree que los otros murieron. Yuri fue traído a Occidente, donde los agentes soviéticos haciéndose pasar por occidentales adoctrinándole para odiar Occidente. Cuando la Viuda Negra e Iván desertó a los Estados Unidos, Yuri fue "rescatado" por los soviéticos, regresó a Rusia, y se formó como un asesino de KGB. Se le dio la armadura Dínamo Carmesí y envió a matar a la Viuda Negra e Iván. Yuri y sus aliados (su novia Darkstar, Rampage, y el original Hombre de Titanio) lucharon contra la Viuda Negra y sus compañeros de equipo, los Campeones. Cuando Yuri tuvo conocimiento de la verdadera naturaleza de sus captores "occidentales", se volvió loco. Darkstar unió a la Liga de Campeones para someter a Yuri, y después de él y sus otros aliados fueron derrotados, Yuri fue devuelto a Rusia, condenado por el gobierno soviético, y exiliado a un acmpo de trabajo siberiano.

### Dmitri Bukharin
Dmitri Bukharin, el quinto Dínamo Carmesí, se le dio la armadura de Yuripor sus amos de la KGB. Él se unió a los supersoldados soviéticos, decidió cortar sus conexiones con el gobierno soviético. Posteriormente, recibió un traje nuevo, rediseñado de la armadura. Más tarde se unió a los Soviéticos Supremos, un grupo de superhumanos que eran leales al gobierno soviético, el grupo se convirtió en Protectorado del Pueblo después de que la URSS se disolvió. Cuando el nuevo gobierno confiscó sus armas, se le dio otro traje y adoptó el nombre en clave  Airstrike. Por los acontecimientos de Dark Reign , sin embargo, había regresado a la identidad y armadura del Dínamo Carmesí, aunque como un aliado de Iron Man en lugar de un enemigo.
La tenencia de Bujarin como el Dínamo Carmesí - a partir de abril de 1978 (su debut en Iron Man# 109) y abril de 1990 - es la más larga que cualquier persona en la historia de la publicación del Dínamo Carmesí, y ocurrió durante estos argumentos seminales de Iron Man como "Demonio en una botella ", "Doomquest", y "Armor Wars". Como resultado, el Dínamo de Bujarin es a menudo considerado como la versión definitiva del personaje.

### Valentin Shatalov
Valentín Shatalov, un coronel general en el ejército soviético y un agente de la KGB, apareció por primera vez en Iron Man, # 255 (abril de 1990). Él utilizó su rango para obtener la Dínamo Carmesí de Dmitri Bujarin para su propio uso. Él fue el fundador de Remont-4, un grupo de superhumanos ruso que trató de regresar a la Unión Soviética al estalinismo. Shatalov y sus aliados (la cyborg Firefox y el original Unicornio, entre otros), captados en el original Hombre de Titanio para su causa. Los Remont-4 lucharon contra los supersoldados soviéticos y un grupo de exiliados rusos mutantes, además de plagar a Iron Man.
En la primera aparición de Shalatov como el Dínamo, que estaba en una sesión de entrenamiento con Devastador en Rusia al mismo tiempo que Iron Man se había encontrado con un mutante fuera de control llamándose a sí mismo Freak Quincy en Los Ángeles. Los poderes fuera de control de Quincy se volcaron en la conexión vía satélite de Devastador desde el otro lado del mundo, y se las arregló para cambiar las mentes de Stark y Shalatov. Su desconocimiento de la armadura de Iron Man resultó en Shalatov disparando rayos de pulso que destruyeron los brazos de Quincy, aunque el mutante sobrevivió. Después de que Stark y Shalatov lucharon por mantener la identidad de cada uno, Shalatov fue capaz de llevar al Quincy hospitalizado para recrear la transmisión que cambió sus mentes. Por respeto a Stark, Shalatov no reveló la identidad de Stark.
Algún tiempo después de la caída de la Unión Soviética, Shalatov recibió una armadura Dínamo actualizada, menos voluminosa que el modelo de Bujarin y con detalles en plata, esta era la primera armadura Dínamo que no era completamente carmesí. Shalatov después conoció a Tony Stark en persona, cuando éste viajó a Rusia para supervisar la apertura de la primera rama de Empresas Stark en el país, y le reveló a Stark que había mantenido su identidad como Iron Man en secreto. El viaje de Stark a Rusia fue interrumpido por la furia del Hombre de Titanio, Boris Bullski, que todavía no podía aceptar la nueva Rusia, y vio la presencia de Stark en su tierra natal como una afrenta a todo lo que creía que la URSS representaba. A medida que el Hombre de Titanio luchó con Iron Man, la Viuda Negra, y el Dínamo, la pierna de Shalatov se rompió. Le rogó a Iron Man que no terminara la pelea con Bullski, cuando sintió que hacer que el Vengador Americano acabara con un antiguo héroe soviético sería muy perjudicial para la moral de su país. Stark se ofreció a llevar la armadura Dínamo al lugar de Shalatov, y con la ayuda de radio de Shalatov y la Viuda, luchó con Bullski. Cuando Bullski se negó a rendirse, Shalatov anuló el control de la armadura Dínamo de Stark, disparando una ráfaga que mató a Bullski. Shalatov tomó la caída con sus superiores, que habían querido recuperar a Bullski vivo, y fue relevado de sus funciones como Dínamo Carmesí.
Al igual que muchos villanos de la era de la Guerra Fría de Iron Man, el Dínamo Carmesí cayó en un grado de oscuridad tras la disolución de la Unión Soviética. Desde Shatalov, ha habido siete personas en llevar el manto de Dínamo Carmesí, casi todos ellos enemigos anónimos, de corta duración o de sin mayor interés.

### Gregar Valski
El séptimo Dínamo Carmesí era un hombre desconocido que llevaba la antigua armadura de Dmitri Bujarin. Su habilidad con la armadura fue mínima, y fue hábilmente manejada por tanto Nick Furia (a quien su empleador le había lavado el cerebro anterior) y el Capitán América.

### Gennady Gavrilov
En la serie de seis números de 2003 Marvel Epic "Crimson Dynamo", Gennady Gavrilov, un colegial ruso, se convirtió en el octavo Dínamo Carmesí después de encontrar el casco de un traje diseñado por Anton Vanko - una "unidad Beta", basado en, pero mejorado con respecto al original, con su propio satélite de recarga en órbita. Creyendo que el casco era un sistema de juego sofisticado, Gavrilov causó que la armadura inactiva se despertaray se abra camino hacia el casco, dejando inadvertidamente un rastro de destrucción. Él finalmente, aunque brevemente, lleva la armadura entera en un enfrentamiento con el ejército ruso. Él mantuvo la armadura después.

### Dínamo Carmesí IX
El noveno Dínamo Carmesí apareció en la miniserie Secret War como miembro del ejército de villanos de Lucia von Bardas, que ella reunió para derrotar a los Vengadores. La armadura de este Dínamo fue creada por el Chapucero.

### Dínamo Carmesí X
El décimo Dínamo Carmesí es introducido en Iron Man vol. 4 #7 (junio de 2006), donde es detenido por Iron Man después de intentar robar un banco. Más tarde se reveló que esta armadura había sido comprada en el mercado negro, y los diseños de la tecnología basada en Dínamo Carmesí han estado a la venta durante un tiempo.

### Dínamo Carmesí XI
El undécimo Dínamo Carmesí era un miembro de los "Súper-Soldados Soviéticos Alpha Gen", un grupo de superhumanos Rusia puestos en estado criogénico después de la Guerra Fría. Durante una pelea entre el Orden y el Hombre Infernal, el miembro del Orden Corona provocó una enorme explosión que despertó a los supersoldados. Este Dínamo Carmesí aparentemente fue destruido por los miembros del Orden Supernaut y Aralune.

### Boris Vadim
Boris Vadim, el duodécimo Dínamo Carmesí, aparece por primera vez en el primer número de Hulk vol. 2 (marzo de 2008). Un equipo sancionado de S.H.I.E.L.D. consistente en Iron Man, Doc Samson y Hulka se encuentra con la Guardia Invernal, un equipo de superhéroes rusos del cual Vadim es miembro, mientras investigaba el aparente asesinato de la Abominación en Rusia. En War Machine: Weapon of SHIELD, Vadim fue visto ignorando las órdenes de sus superiores y ayudando a Máquina de Guerra a derrotar a los invasores Skrulls. Más tarde huye a Estados Unidos en busca de asilo político, uniéndose al grupo de mercenarios del Hulk Rojo. Algún tiempo después, mientras luchan contra el mutado Igor Drenkov, Vadim fue devorado.

### Galina Nemirovsky
Galina Nemirovsky, una mujer joven, reemplazó a Boris Vadim para convertirse en el decimotercer Dínamo Carmesí. Ella es considerada por sus maestros rusos como una de los mejores pilotos de Dínamo Carmesí, y se graduó de su programa "Dínamo Federal".
Galina fue reclutada por el Mandarín y Zeke Stane para unirse a los otros villanos de Iron Man en un plan para acabar con Iron Man. Mandarín y Zeke Stane le dieron a Galina una nueva armadura de Dínamo Carmesí.

## Poderes y habilidades
El Dínamo Carmesí viste un traje de batalla blindado que sirve como un exoesqueleto, proporcionando al usuario una fuerza sobrehumana y durabilidad. La capa exterior del traje se compone de una aleación de carburo de silicio de la matriz, y está equipado con la mano disparadora que puede disparar rayos de alta frecuencia eléctrica, pequeños misiles que figuran en el área de los hombros de la parte de atrás, los equipos y el transmisor y receptor de radio, botas de jets que permiten el vuelo. Las versiones posteriores del traje de batalla han incluido mejoras de diversa índole, por el Kremlin y otros científicos rusos. Como Dínamo Carmesí, la versión de la armadura de Valentin Shatalov estaba equipado con una poderosa arma lanza fusión montada en el pecho.

## Otras versiones

### Civil War: House of M
En House of M, Dínamo Carmesí era un miembro de los supersoldados soviéticos.

### Krimson Kruse
Algrim Vanko fue un científico ruso y amigo de Sigurd Stark. Desapareció sin dejar rastro en una poderosa tormenta noruega, después de lo cual fue emboscado por un escuadrón de Elfos Oscuros, asesinado y convertido en un Thrall para ellos, protegiendo a su prisionero Eitri y convirtiéndose en el Krimson Kurse. Stark desapareció en una tormenta similar y fue asediado por los mismos Elfos Oscuros, quienes se dispusieron a matarlo bajo las órdenes de Malekith el Maldito, Stark rápidamente despachó a los Elfos Oscuros antes de llevar la pelea al Krimson Kurse, descubriendo su identidad. Entonces, para liberar el espíritu de Vanko del control de Malekith y ponerlo a descansar, Iron Hammer lo atravesó en el pecho y luego envió una oleada de electricidad a través de su cuerpo, reduciendo a Vanko a cenizas.

### Ultimate Crimson Dynamo
Los Ultimates destacan a Alex Su (un Dínamo chino) como miembro de los Libertadores. Basado en una tecnología similar a la armadura de Tony Stark Iron-Tech él no es capaz de salir de su armadura, después de haber sido fundido en el interior, pero supuestamente la puede utilizar para controlar hasta 50 versiones de aviones no tripulados de tamaño gigante (que se revelan que se pone a prueba independiente). Al parecer muere cuando Tony Stark lo vaporiza mientras pilotea el avión de Iron Man Seis.
El Mayor Valentin Shatalov aparece en Ultimate Fantastic Four #47. Él está basado en una choza en Siberia, y al parecer ha estado fuera de contacto con sus superiores por mucho tiempo, llegando a ser totalmente autosuficientes. Cuando se le da la orden para activar la armadura que ha olvidado de procedimiento correcto, y su contacto no era ni siquiera seguro de que aún estaba vivo. Reed Richards informa de que este Dínamo Carmesí es un "Bloque Oriental versión de Iron Man", por lo que la última versión Ultimate es muy similar a la del personaje original. Ha unido fuerzas con los Cuatro Fantásticos para derrotar al Fantasma Rojo.

### JLA/Avengers (Tomo Cuatro)
Krona reúne a un ejército de super villanos de ambos universos en lo que fue el cuerpo de galactus, tales como el Deathstroke, Shocker, Black Adam, entre otros, para que no impidieran su plan de juntar los universos y crear uno solo.
La Liga de la Justicia y Los Vengadores fueron a la fortaleza de Krona con el fin de detenerlo porque su plan amenazaba el multiverso, aunque eran demasiados para los héroes, gracias a la habilidad telepática Martian Manhunter y al Capitán América coordinándolos a todos pudieron con los tropas de Apokolips, HYDRA, IMA (Ideas Mecánicas Avanzadas) y otros tantos de tipo soldado, y en cada nivel que avanzaban salían sus tropas de asalto pero al ver que las tropas no podían con ellos, Krona decidió que tendría que convocar super villanos como el Crimson Dynamo haciéndole frente a Green Lanter (Hall Jordan), no se sabe y si es asesinado por Hall Jordan.

## En otros medios

### Televisión
- Dínamo Carmesí apareció en la serie de Iron Man The Marvel Super Heroes. El episodio en que él apareció estuvo basado en su primera aparición en los cómics. De hecho, algunos de los fotogramas son paneles del cómic.
- Dínamo Carmesí apareció en dos episodios de la serie animada Iron Man, con la voz de William Hootkins y después por Stu Rosen. En "No lejos del árbol", trabajó con un clon hecho de A.I.M. de Howard Stark. En "Guerra de Armaduras (Parte 1)", el descubrimiento de Tony Stark sobre Dínamo usando la tecnología Stark como parte de su armadura enciende la versión animada de las Guerras de Armaduras. Llevaba la armadura Dínamo Carmesí asociada a Valentin Shatalov, sin embargo, Stark le refiere como "Yuri" en el episodio.
- Dos versiones del Dínamo Carmesí han aparecido en Iron Man: Armored Adventures, con la voz de Mark Oliver y Brian Drummond. En esta versión, la armadura Dínamo Carmesí era inicialmente una armadura blanca y roja monocromo / robot diseñado para el viaje espacial por el Proyecto Pegasus y, literalmente, puede soportar cualquier cosa.
  - El primer Dínamo Carmesí aparece en el episodio "Hombre de Hierro contra el Dínamo Carmesí" y fue piloteado por un cosmonauta llamado'Ivan Vanko, Vanko fue un cosmonauta varado en el espacio en una órbita muy cerca del Sol durante dos años. Se estrelló en una carretera en construcción y tomó una línea recta hacia la sede del Proyecto Pegaso. Después de varios intentos fallidos para detenerlo, Iron Man visita al Proyecto Pegaso para averiguar las razones de Vanko de objetar el edificio. Un científico, Anton Harkov le dijo a Tony la historia de dejarlo en el espacio, y que Vanko fue en busca de venganza. Ya rompiendo el edificio, Vanko revela una de las causas de su enojo es que Harkov "apartó a mi familia de mí". Pepper hace una búsqueda de la familia de Vanko. Un último intento por Iron Man para salvar a Harkov da tiempo suficiente para llevar a Pepper en la familia de Vanko. Después de ver a su familia abandona sus intentos de venganza. Esta versión no tenía armas, excepto por un lanzallamas debajo de la muñeca (que podría haber sido concebido como una herramienta para reparaciones) y un jet pack (que podrían haberse utilizado para maniobrar en el espacio) y se basó en su tremenda fuerza en la batalla.
  - La segunda aparición del Dínamo Carmesí fue cuando se puso a prueba por los guardaespaldas de Stane,O'Brian, en el episodio "Viendo al Rojo". Stane adquirió el traje de Harkov con el fin de capturar a Iron Man, y analizar su traje. Esta versión mantiene el jet pack, pero Stane sustituye el lanzallamas con un potente láser, un nuevo diseño para su uso de tierra pura, y le dio otros dos láseres, misiles y un láser potente Gatling. (Stane más tarde, dijo que Stark Internacional produciría en masa armaduras de Dínamo Carmesí, posiblemente para vender armas a los militares). Después de enterarse de la traición de Harkov, Tony se enfurece, luego de haber logrado escapar de él amenaza con "quemar Proyecto Pegaso en el suelo". La armadura es derrotada cuando Tony lucha en su nueva armadura "Detroza-Dínamo", y que infecta a las computadoras del Proyecto Pegaso con el virus Technovore. Tony, a su vez se refiere a este como una de las primeras derrotas de su "verdadero" enemigo.
- Dínamo Carmesí aparece en The Super Hero Squad Show, con la voz de Jess Harnell. Esta versión se basa en la versión de Valentin Shatalov del personaje. Él se alían con Melter en la trama del Doctor Doom para incrimanr y destruir a Iron Man. Este Dínamo habla en inglés gravemente roto ("¡Yo te acabaré!"), refiriéndose a sí mismo en tercera persona, y con frecuencia llama a las cosas al azar suave (por ejemplo, se cita: "¡Las relaciones interpersonales son para los débiles! ¡Dínamo Carmesí fuerte! ").
- Dínamo Carmesí/Dr. Anton Vanko aparece en The Avengers: Earth's Mightiest Heroes, con la voz de Chris Cox. En el episodio "Nace Iron Man", Dínamo Carmesí se muestra como un preso en la Bóveda. En el episodio "El escape" Parte 1, es liberado junto con otros villanos y casi mató a Iron Man junto a Láser Viviente, Blizzard y Whiplash hasta que escapó e hizo detonar la Bóveda. En el episodio "Gamma World " parte 2, Dínamo Carmesí estaba con el Barón Heinrich Zemo, Encantadora, Ejecutor y Hombre Maravilla cuando se dan cuenta de que Abominación está en el desierto. En "Maestros del Mal", Dinamo Carmesí ayudó a los supervillanos en la captura de los Vengadores, a cambio de destruir a Iron Man. Él junto con el resto de ellos fueron derrotados por los Vengadores, pero escapó gracias a la magia de Encantadora.
- La versión de Anton Vanko del Dínamo Carmesí aparece en Avengers Assemble, segunda temporada, episodio 17, "Los Vengadores Secretos", expresada por Fred Tatasciore. Él se muestra como un miembro de la Guardia Invernal y el uso de su alias Ivan Vanko. Mientras los que trabajan para S.H.I.E.L.D., el Capitán América, Viuda Negra, Falcón, y Hulk persiguen al Dínamo Carmesí cuando ha conseguido la llave a una fuente de alimentación específica. El Dínamo Carmesí había un obstáculo en el camino que es la princesa poderosa. Los Vengadores se involucraron en la batalla que terminó con el Dínamo Carmesí al caer en el río. Por suerte para el Capitán América, Viuda Negra fue capaz de colocar un marcador en Dínamo Carmesí. Cuando encuentran el trazador cerca de algunas montañas, son atacados por Dinamo Carmesí donde provoca una avalancha. Tras derrotar a Dínamo Carmesí fuera de la pantalla, Hulk usa partes de la armadura de Dínamo Carmesí para llevar los cuerpos de sus compañeros de equipo en un centro de Rusia para cumplir con la Guardia Invernal para que puedan utilizar una clave para llegar a abrir un recipiente que contiene una fuente de alimentación específica. Cuando la casi armadura de Dínamo Carmesí atrapado, el grupo del Capitán América luchó contra Dínamo Carmesí y la Guardia Invernal hasta que la instalación comience a desestabilizar. Ambas partes tenían que trabajar juntos con el fin de mantener los fragmentos de la instalación de dañar el pueblo de abajo. Con la ayuda de Falcón, Dínamo Carmesí liberó a la fuente de energía que resultó ser el ruso Hombre Radiactivo mientras se disuelve la instalación.
- La versión de Galina Nemirovsky del Dínamo Carmesí aparece en Spider-Man, el episodio, "El Surgimiento de Doc Ock" Pt. 1, expresado por Laura Bailey. Esta versión había perdido a su familia cuando los mafiosos tomaron su tierra y la vida de su familia en Rusia. Ella ataca el laboratorio de Otto Octavius en Horizon High para obtener una fuente de poder para su armadura. La lucha resultante con Spider-Man provocó que los brazos mecánicos de Otto Octavius se fusionaran con su sistema nervioso. Cuando Dínamo Carmesí pone sus manos en la fuente de poder, mejora su armadura hasta el punto en que puede usar sus drones. Con la ayuda de Otto Octavius, Spider-Man pudo vencer a Dínamo Carmesí y dejarla con la policía.

### Cine
- Mickey Rourke interpreta a Ivan Vanko — una fusión de Dínamo Carmesí y Whiplash — en Iron Man 2. Un físico descontento y miembro de Bratva, Vanko sirve como el principal antagonista de la película, forjando un traje (un arnés que contiene su propio reactor arc, que alimenta dos electrificados látigos) para perseguir una venganza contra la familia Stark. Él es el hijo de Anton Vanko (interpretado por Yevgeni Lazarev), que en la película colaboró con Howard Stark hace años en la original tecnología del reactor arc. Howard Stark, sin embargo, tomó el crédito por la invención del reactor arc - que alimenta la fábrica de Tony Stark, el traje de Iron Man, y el electromagneto montado en el pecho - y había desacreditado a Anton y deportado a la Unión Soviética para vivir en la miseria. Los dos estaban en desacuerdo sobre cómo aplicar la nueva tecnología: Anton trató de usar el reactor para fines militares-industriales para hacer dinero, mientras que Howard lo previó sobre todo como una invención humanitaria. Disfrazándose como mariscal de coches B. Turgenev (una referencia al segundo Dínamo Carmesí), Ivan ataca a Tony Stark con su traje de Whiplash durante el Gran Premio Histórico de Mónaco. En el clímax de la película, Vanko se pone un traje de armadura gris con características que recuerda mucho a los diversos trajes de "Dinamo Carmesí", así como mejora los látigos del traje Whiplash.

- En la película de Marvel Studios Black Widow, filmada por Disney, en el minuto 1:22:56, la hermana de Natasha Romanoff conocida por el alias de la viuda negra hace alusión al dínamo carmesí. Pero se trata de una equivocación debido a que su padre desempeñaba su rol como Guardián Rojo del Kremlin soviético, pero no deja de ser una curiosa referencia.

### Videojuegos
- Dínamo Carmesí es el principal antagonista del videojuego The Invincible Iron Man para Game Boy Advance.
- Dínamo Carmesí es un miembro de los Maestros del Mal en el videojuego Marvel: Ultimate Alliance con la voz de Robin Atkin Downes. El Dínamo Carmesí en el juego es Valentin Shatalov, el sexto Dínamo Carmesí sin embargo, la armadura no es cualquiera existente, pero se asemeja a una versión suavizada del octavo Dínamo Carmesí (a pesar de que menciona que ha tenido actualizaciones). Es miembro del Maestros del Mal y ayuda a M.O.D.O.K. y Mysterio en el ataque contra Base Omega de SHIELD. Dínamo Carmesí tiene un diálogo especial con Iron Man (que menciona a Iron Man que su nueva armadura puede derrotarlo). Un disco de simulación implica en luchar contra Dínamo Carmesí en Asgard.
- Dínamo Carmesí aparece en el videojuego Marvel Super Hero Squad voz de Jess Harnell.
- Valentin Shatalov aparece en la adaptación de la película de Iron Man 2 con la voz de Dimitri Diatchenko. Él está aliado tanto con AIM y Compañía de Energía Roxxon, y es el piloto de la armadura de 20 pies de Dínamo Carmesí. Se alía con Kearson DeWitt, pero fue detenido cuando descubrió DeWitt que una espía estaba dentro de la operación de Shatalov. Shatalov decidió que era hora de utilizar la armadura Dínamo, y la utilizó con gran eficacia contra Iron Man. Después de que Iron Man golpea a Shatalov por un corto tiempo, el general disparó un rayo eléctrico en él, y Máquina de Guerra vino a distraer a Shatalov. Iron Man luego derrotó a Shatalov y destruyó la mayor parte de la armadura del Dínamo. Shatalov murió después del interrogatorio del dúo blindado.
- Dínamo Carmesí aparece en el videojuego Iron Man 3.

### Música
- Dínamo Carmesí es mencionado en la canción Magneto and Titanium Man de Paul McCartney and Wings. La canción hace referencia a Hombre de Titanio, otro villano de Iron Man.